# Julie von Voss
Julie Amalie Elisabeth von Voss (Buch, Berlín, 24 de julio de 1766 - 25 de marzo de 1789) fue una dama de compañía alemana que contrajo matrimonio morganático con el rey Federico Guillermo II de Prusia que ya estaba casado. Sus padres fueron Friedrich Christian von Voss y Amalia Ottilia av Viereg. Se convirtió en dama de honor de la reina prusiana, Federica Luisa de Hesse-Darmstadt, en 1783. Años después, el 7 de abril de 1787 se casó con Federico en una ceremonia en la capilla del Palacio de Charlottenburg y más tarde recibió el título de Condesa de Ingenheim. Murió de tuberculosis en 1789.